# Boyz
Boyz è un brano musicale della cantante inglese M.I.A., secondo singolo estratto dall'album Kala.

## Composizione
Secondo quanto dichiarato dall'artista, Boyz è stato composto non in maniera "classica" ma unendo 5 differenti brani in uno, come se fossero "5 diverse emozioni felici messe insieme"; per questo motivo, il brano viene classificato come appartenente a più generi musicali contemporaneamente. A livello lirico, il brano si incentra sulle aspettative che una donna riceve sia nel mondo della musica (circa le modalità con cui dovrebbe portare avanti la propria carriera) sia a livello privato, in particolare nell'ambito familiare.

## Video musicale
Il video ufficiale del brano è stato diretto da Jason "Jay Will" Williams e girato in Giamaica.

## Impatto culturale
Il brano è stato utilizzato come colonna sonora in varie opere: le serie TV CSI: Miami, The Mindy Project e Heroes, il videogioco FIFA Street 3, i film Mangia prega ama e Scemo & + scemo 2.
Numerosi artisti hanno reso omaggio al brano. Nel 2008 sono stati diffusi online due remix realizzati, rispettivamente, da Jay-Z e Wale. Wale e Lady Gaga hanno omaggiato questo brano attraverso la loro collaborazione Chillin, mentre Rihanna cita il video di questo brano in quello del suo successo globale Rude Boy.